# 牛叫河站
牛叫河站是位于河北省邯郸县康庄乡的一个铁路车站，邮政编码56106。车站建于1973年，有邯长铁路经过该站，现不办理客货运业务，车站及其上下行区间均已电气化。车站距离邯郸站17公里，隶属北京铁路局，是五等站。
本站已于2014年7月完成的邯长铁路邯郸南至悬钟段复线电气化改造工程中被拆除。

## 邻近车站
1. ↑  . 邯郸日报. 2014-07-10  [2024-04-23]. （原始内容存档于2024-04-22）. 改造13个车站，并拆除牛叫河、磁西、东戌、弹音4个车站